# ČT2
ČT2 (Česká Televize 2) est la deuxième chaîne de télévision généraliste nationale publique tchèque.

## Histoire de la chaîne
La seconde chaîne de la télévision tchécoslovaque ČST2 (Českoslovenká Televize 2) est lancée le 10 mai 1970. La chaîne passe à la couleur en 1973. À la suite de l'entrée en vigueur du fédéralisme en Tchécoslovaquie en 1990, la première chaîne, ČST1, devient fédérale et est remplacée en Slovaquie par la chaîne ST1. ČST2 est alors rebaptisée ČTV (Česká Televize) le 4 septembre 1990.
Le 1er janvier 1993, ČTV change de concept et de nom pour devenir ČT2 (Česká Televize 2), deuxième chaîne du nouveau groupe audiovisuel public tchèque Česká televize, créé un an plus tôt à la suite de la révolution de velours.

## Identité visuelle

### Logos

Logo de la ČST2 du 10 mai 1970 à 1980.
Logo de ČST2 de 1980 au 3 septembre 1990
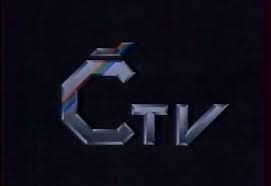
Logo de ČTV du 4 septembre 1990 au 31 décembre 1992
Logo de ČT2 du  3 septembre 1994 au 31 août 2007
Logo de ČT2 du 1er septembre 2007 au 1er octobre 2012
Logo de ČT2 depuis le 1er octobre 2012

## Programmes
ČT2 propose des documentaires et des émissions consacrées à la nature et à la pêche. Elle diffuse également de nombreux films étrangers en version originale sous-titrée et retransmet les grands évènements sportifs comme les jeux olympiques, la Coupe du monde de football ou les championnats d'Europe de football.